# Wallenried
Wallenried, på franska även Esserts (Lac), är en ort i kommunen Courtepin i kantonen Fribourg, Schweiz. Wallenried var tidigare en egen kommun, men den 1 januari 2017 inkorporerades den i Courtepin.